# Ex machina
ex machina (auch ex machina project) ist ein deutsches Musik-Duo.

## Geschichte
ex machina wurde 1999 von Claudio Chiriatti in Trier als Einzelprojekt gegründet. Seit 2008 ist Tobias Schwerdt als zweites Mitglied beteiligt. ex machina hat von Beginn an Musik über das Internet vertrieben. Das selbstbetitelte Debüt sowie einige einzelne Stücke sind ausschließlich im Selbstvertrieb als Download veröffentlicht worden. Auch das von 2004 bis 2005 produzierte Album bewegung / movement, wurde für einige Zeit bei verschiedenen Downloadportalen im Selbstvertrieb veröffentlicht.
Im Oktober 2006 wurde ein Vertrag mit Friedel Muders für Fuego geschlossen, seitdem wird die Musik von ex machina über dieses Label vertrieben. Im November 2006 erschienen bei Fuego die Alben bewegung / movement, lichter / lights und warten / waiting. Diese Alben entstanden innerhalb von zwei Jahren und wurden zeitgleich veröffentlicht. Die beiden ersten Alben ex machina und welttblick sowie wie diverse einzelne Stücke, wurden ab fortan nicht mehr vertrieben. Die Musik auf den drei Alben ist rein instrumental und die Stücke sind inhaltlich an das jeweilige Albumthema angepasst, so ist der Eröffnungstrack sonnenuntergang / sunset auf dem Album lichter / lights der Versuch einer Vertonung eines Sonnenuntergangs, bei dem die Steigerung des Tracks die Intensivierung der dabei entstehenden Farben repräsentiert.
ex machina steuerte 2008 eine Komposition zu dem von dem Künstler Matthias Fritsch am Zentrum für Kunst und Medien initiierten Kunstprojekt „Music from the Masses“ bei. Danach wurde Music from the Masses als Wanderausstellung in verschiedenen Museen gezeigt worden.
Claudio Chiriatti kehrte Anfang 2008 aus Düsseldorf wieder in seinen Geburtsort Clausthal-Zellerfeld zurück. Dort kam er im selben Jahr mit seinem Freund aus Schulzeiten, Tobias Schwerdt, in Kontakt. Beide Musiker beschlossen ex machina gemeinsam fortzuführen. Als erstes gemeinsames Album erschien line of time im April 2011 bei Fuego. Es ist das erste ex-machina-Album, bei dem alle Titel ausschließlich in englischer Sprache formuliert sind. Darüber hinaus sind erstmals Popsongs inklusive Gesang zu finden. Eine weitere Neuerung stellt die Mitwirkung einer Gastmusikerin dar. Eva Heuling hat für drei Songs die Leadstimme gesungen.
Nach line of time wurde das Album no one im April 2013 veröffentlicht. Es handelt sich um ein Konzeptalbum, dass den Werdegang eines selbsternannten Propheten erzählt. Rezensenten zur Folge sei der Sound des Albums „rauer, düsterer“ als auf den vorhergehenden Veröffentlichungen. Kritiker lobten die musikalische Vielfalt des Albums, so höre man auf dem Album verschiedene Genre-Einflüsse. Es wird als „gespickt mit Kraftwerk-Charakter und verwoben mit The Cure Sound“ beschrieben. Zu den Stücken no one, eternity und drifting wurden Videos produziert, die tiefer in die Geschichte des Konzeptalbums hinführen sollen. Nach dem Erscheinen von no one veröffentlichten ex machina Stücke die nicht auf dem Album enthalten waren als kostenlose Downloads bei SoundCloud. Im Anschluss an die Veröffentlichung von no one arbeiteten die Musiker an einem Live-Programm. Sie entschieden sich für die Umsetzung eines Live-Sequencing Konzeptes. Bei diesem Konzept sollte Chiriatti das Live-Sequencing übernehmen und einzelne Spuren auf einem Controller spielen. Schwerdt hingegen sollte singen, Effekte und Live-Sequencing beisteuern. Zu der Musik wurden kurze, die Musik visuell ergänzende Videoclips auf eine Leinwand projiziert. Dieses Live-Programm wurde erstmals im Januar 2014 im Kellerclub Clausthal-Zellerfeld aufgeführt.

## Diskografie
- 2000: ex machina (Album, Eigenlabel)
- 2005: bewegung / movement  (Album, Eigenlabel)
- 2006: bewegung / movement (Album, Fuego)
- 2006: lichter / lights (Album, Fuego)
- 2006: warten / waiting (Album, Fuego)
- 2011: line of time (Album, Fuego)
- 2013: no one (Album, Fuego)
- 2021: roaming through wasteland (Single, Fuego)
- 2021: memories of tomorrow (Single, Fuego)
- 2022: escape from myself (Single, Fuego)
- 2022: exit right now (Single, Fuego)